# Margaret Partridge
Margaret Mary Partridge (Nymet Rowland, Devon, 8 de abril de 1891-27 de octubre de 1967) fue una ingeniera eléctrica británica. Fue una de las primeras mujeres en dirigir una empresa eléctrica y miembro fundadora de la Women's Engineering Society (WES) y de la Electrical Association for Women (EAW). Su empresa trabajó con WES para dar empleo a mujeres, entre ellas a Beatrice Shilling. Partridge también ayudó a hacer campaña para modificar la convención de la Organización Internacional del Trabajo en lo relativo al trabajo nocturno de las mujeres en el año 1934, después de que Shilling fuera encontrada trabajando sola en una central eléctrica por la noche, en contra de las regulaciones existentes.

## Trayectoria
Margaret Partridge nació en Nymet Rowland, Devon, el 8 de abril de 1891. Era la hija mayor (también tenía dos hermanos) de Eleanor Parkhouse (1858-1926), de soltera Joyce, y del rico terrateniente John Leonard James Partridge (1859-1922). Estudió en Bedford High School, Bedford, y obtuvo la beca Arnott y Jane Benson para estudiar matemáticas en el Bedford College de Londres a partir de 1911, donde se graduó con una licenciatura en 1914.
Después de graduarse, Partridge se dedicó a la docencia en Bedford College. En 1915, Margaret Tuke, directora del Bedford College, recomendó a Partridge para un puesto de trabajo con un consultor de ingeniería en Londres, donde encontró su verdadera vocación como ingeniera.
En 1917, Partridge se incorporó a la empresa de ingeniería Arthur Lyon &amp; Wrench, que se dedicaba a la fabricación de proyectores. Aprovechando las oportunidades disponibles para las mujeres que trabajaban en la industria durante la Primera Guerra Mundial, se formó como aprendiz de ingeniería y ascendió a supervisora del departamento de pruebas. Al final de la guerra, decidió regresar a la casa familiar en Devon para fundar su propio negocio de consultoría eléctrica, M. Partridge & Co., Ingenieros domésticos. El negocio se anunció en la revista The Woman Engineer de la Women's Engineering Society bajo el lema 'Mujeres para el trabajo de mujeres'. Pronto su empresa creció y empezó a participar en licitaciones de contratos para dotar de suministro eléctrico a pequeñas ciudades y pueblos. Contó con el asesoramiento y el apoyo financiero de John Archibald Purves, un ingeniero eléctrico que más tarde proporcionaría asesoramiento sobre el plan de suministro de electricidad para todo el oeste de Inglaterra. Purves animó a Partridge a crear empresas de iluminación eléctrica para Cheriton Fitzpaine, Thorverton y Bampton. Logró llevar la electricidad a los hogares de los habitantes por primera vez. Aunque la mayoría de los residentes estaban entusiasmados con los nuevos desarrollos, también tuvo que enfrentarse a las quejas sobre derechos de paso y cables que afectaban a propiedades y jardines.
En 1920 se unió a la Women's Engineering Society. Se convirtió en vicepresidenta en 1942 y un año después, en presidenta.  Partridge fue delegada en la primera reunión para desarrollar la Asociación Eléctrica para Mujeres, celebrada el 12 de noviembre de 1924 en 1 Upper Brook Street, la casa de Lady Katharine Parsons. Los asistentes provenían del mundo eléctrico y de la ingeniería, además de un gran número de organizaciones de mujeres influyentes. En la reunión hubo una ponencia de Mabel Lucy Matthews sobre su propuesta de crear una organización para ayudar a aliviar la carga del trabajo doméstico de las mujeres gracias a la electricidad. Tras lo que se describió en aquel momento como "una discusión animada", Partridge propuso una resolución, que fue aprobada por unanimidad, "... para formar una Asociación de Mujeres Electricistas" y en la que quiso "dejar constancia de su agradecimiento a la Sra. Matthews". El nombre pronto se cambió por el de Asociación Eléctrica para Mujeres para evitar confusiones con el acrónimo de la Asociación Educativa de los Trabajadores.
Presentó un trabajo titulado Producción y distribución de electricidad en la Conferencia Internacional de Mujeres en Ciencia, Industria y Comercio organizada por Caroline Haslett y la Women's Engineering Society en la Exposición del Imperio Británico el 16 de julio de 1925, junto a la ingeniera estadounidense Ethel H. Bailey y la fisicoquímica Isabel Hadfield.
Partridge decidió ayudar a las mujeres jóvenes que estaban interesadas en la ingeniería como carrera ofreciendoles aprendizajes específicos para mujeres jóvenes que terminaban su etapa escolar. Escribió a Caroline Haslett pidiendo recomendaciones y logró recomendar a Beatrice Shilling, quien tuvo un éxito inmediato. Partridge y su compañera, Margaret Rowbotham, animaron a Shilling a estudiar en la Universidad de Mánchester y Shilling se convirtió en una pionera de la ingeniera aeronáutica. Shilling fue la mujer descubierta trabajando sola en una central eléctrica durante la noche, lo que contravenía el Convenio de la OIT sobre el trabajo de las mujeres durante la noche (1919), que establecía que a las mujeres no les estaba permitido realizar ningún tipo de trabajo industrial durante la noche. Este caso, con el apoyo de la Women's Engineering Society, motivó un cambio en la convención en 1934, eximiendo a las mujeres de que trabajaban en un rol de supervisión.
Cuando estalló la Segunda Guerra Mundial, Partridge se convirtió en secretaria de una empresa de nueva creación, Exeter Munitions Ltd. Durante la guerra también formó parte del equipo de inspectoras de suministro de mano de obra de Verena Holmes, con la responsabilidad especial de investigar el suministro y las condiciones de las mujeres en las fábricas de ingeniería del suroeste.
Tras su jubilación, Partridge continuó viviendo en Devon con Margaret Dorothea Rowbotham, y alentó a los miembros de su Instituto de Mujeres local a instalar el suministro eléctrico en el salón del pueblo. El 15 de septiembre de 1962, la pareja escribió una carta de "consejos de abuela" sobre las ventajas de la jubilación a sus compañeras ingenieras en WES. Se involucraron en el diseño y la supervisión de la construcción de un pabellón deportivo y también en la conversión de una casa señorial local en una escuela para niños. Además, colaboraron con el Consejo Parroquial tras su jubilación.
Margaret Partridge murió en su hogar, Harpitt, en Willand, Devon, el 27 de octubre de 1967. Sus restos y los de Margaret Rowbotham fueron enterrados en el cementerio de Willand.

## Reconocimientos
En marzo de 2019, la Sociedad de Historia de Devon inauguró una placa azul en la antigua casa de Margaret Partridge en Willand, Devon.